# Tom Clancy’s Rainbow Six 3: Raven Shield
Tom Clancy’s Rainbow Six 3: Raven Shield ist ein Taktik-Shooter-Computerspiel, das von Red Storm Entertainment entwickelt und von Ubisoft für Microsoft Windows und Mac OS X am 21. März 2003 veröffentlicht wurde. Es ist der dritte Teil der Tom Clancy’s Rainbow Six Computerspielserie. Unter dem Titel Tom Clancy’s Rainbow Six 3 erschien eine Umsetzung für die Spielekonsolen am 1. November 2003 für Xbox, am 16. März 2004 für PlayStation 2 und am 24. Juni 2004 für GameCube. Für den PC erschien am 19. März 2004 eine Computerspiel-Erweiterung namens Athena Sword. Für die Xbox erschien eine Erweiterung namens Black Arrow am 19. August 2004. Mit der Rainbow Six 3: Gold Edition existiert eine Kompilation, die Basis-Spiel Raven Shield and Erweiterung Athena Sword kombiniert. Eine kostenlose Erweiterung erschien für PC unter dem Titel Iron Wrath am 9. Juni 2005. Die Edition Rainbow Six 3: Complete enthält Raven Shield mit beiden Erweiterungen für PC.

## Spielprinzip
In einer Planungsphase können Angriffe der Spezialeinsatzgruppe koordiniert werden. Dabei lassen sich die Verhaltensweise, der von Computer gesteuerten Mitglieder des Teams und Wegpunkte festlegen. Über sogenannte Go-Codes lassen sich Abläufe exakt zeitlich abstimmen und dann im Einsatz über Codewörter die Durchführung angeordnet werden. Der Aktionsmodus erfolgt in Egoperspektive, wobei mit einem kontextsensitiven Menü ebenfalls Befehle geben werden können.

## Rezeption
Rainbow Six: Raven Shield sei ein großer Wurf. Mit den zahlreichen Details, hoch detaillierten Animationen und Spezialeffekten beeindrucke die Grafik. Geräusche und Musik überzeugen vollends. Die Szenarios seien abwechslungsreich und geschickt gestaltet. Oftmals böten sie mehrere Lösungswege was den Wiederspielwert erhöhe. Die Abwägung zwischen Realismus und Action sei gut gelungen. Die künstliche Intelligenz wirke glaubhaft. Der Mehrspieler-Modus verbessere nochmals den ausgezeichneten Gesamteindruck. Es gäbe zahlreiche Optionen für den Mehrspieler. Der beigefügte Unreal Editor sei sehr umfangreich und lade zum Modding ein.
Retrospektiv betrachtet stelle es einen Höhepunkt im Shooter-Genre dar.

### Auszeichnungen
- Interactive Achievement Awards 2004: Bestes Actionspiel aus der First-Person Perspektive auf Konsolen[12]